# Прикрась прощальний ранок квітами надії
Прикрась прощальний ранок квітами надії (яп. さよならの朝に約束の花をかざろう, сайонара но аса ні якусоку но хана о кадзаро:, англ. Maquia: When the Promised Flower Blooms) — японський анімаційний фільм 2018 року, створений режисеркою Марі Окадою та студією P.A. Works.[⇨] Вийшов 24 лютого 2018 року в Японії та 14 червня 2018 року в Україні.[⇨] Сюжет розповідає історію дівчини Макії, яка володіє довголіттям, і звичайного хлопця Еріала, опіку над яким взяла Макія, коли той був немовлям.[⇨] Фільм отримав позитивні відгуки критики та здобув кілька нагород.[⇨] Рейтинг фільму на Rotten Tomatoes становить 100 % (на основі 26 рецензій).

## Сюжет
Іольфи — невеликий народ, тривалість життя представників якого вимірюється століттями. Вони живуть у спокої невеликою громадою окремо від людей і основне їхнє заняття — плетіння тканини, яка зберігає пам'ять про минуле. За їхнє довголіття люди називають їх «прощавальним родом». Однією з юних представниць цього народу є Макія, сирота, яка, спостерігаючи за одноплемінниками, у яких є родина, відчуває себе дуже самотньою. Вона розповідає про свої почуття старійшині, Расіне, яка радить дівчинці, якщо та колись у майбутньому покине їхню громаду, не любити нікого, оскільки тоді вона дійсно стане самотньою.
Однієї ночі, коли Макія підглядає за таємною зустріччю Лелії та Кліма, несподівано в небі з'являються крилаті чудовиська, ренати, керовані озброєними воїнами з королівства Месарте. Воїни беруться хапати жінок іольфів. Під час цього один з ренатів скаженіє і заплутується в стрічки, за одну з яких хапається Макія. Чудовисько в люті покидає оселю іольфів, несучи із собою Макію, і невдовзі падає мертвим у лісі віддалік. Прийшовши до тями, Макія споглядає в далечині полум'я над рідною домівкою і впадає у відчай. Коли вона вже хоче вчинити самогубство, кинувшись зі скелі, вона чує дитячий крик. Пішовши на голос, вона виявляє розорений табір кочовиків, єдиним живим уцілілим якого є немовля, затиснуте в руках мертвої матері. У таборі вона також зустрічає торговця Баро, що теж виявив знищений табір незадовго до її приходу. Макія вирішує забрати немовля із собою. Разом з дитиною Макія невдовзі приходить до дому вдови Мідо, яка сама виховує двох синів, Ланга та Деола. Макія дає дитині ім'я Еріал і каже, що хоче бути його матір'ю. Макія з Еріалом лишаються жити в домі Мідо.
Проходить шість років. Влада королівства Месарте, чия могутність раніше опиралася на контроль над ренатами, тепер почала занепокоюватися після того, як ці давні чудовиська почали одне за одним піддаватися загадковій хворобі, що змушує їх скаженіти й невдовзі помирати. Заміною ренатам король держави вважає іольфів, спорідненість з якими дасть спадкоємцям престолу довголіття. Згодом Макії стає відомо, що Лелію тримають під вартою в замку і готують до видання в шлюб з принцом королівства Месарте. Макія з Еріалом відпливають до столиці. На кораблі вона несподівано зустрічає Кліма, який розповідає, що Лелію готують до шлюбу з метою народження спадкоємців, які володіли б довголіттям. Клім разом з кількома іншими уцілілими іольфами готують план порятунку Лелії під час параду на честь одруження. Проте план провалюється, — Макія зустрічає Лелію, яка відмовляється тікати, бо є вагітною від принца. Після закінчення церемонії Макія розлучається зі своїми одноплемінниками, які вирішують працювати над наступною спробою визволення Лелії без залучення Макії, що змушена піклуватися про Еріала.
Макія з Еріалом переїжджають до промислового міста, де Макія влаштовується на роботу в трактирі. Проходить кілька років. Стосунки між Макією та Еріалом погіршуються після того, як той з дорослішанням починає розуміти, що не є сином нестаріючої Макії. Він грубить і мало розмовляє з нею. Невдовзі вони несподівано зустрічають Ланга, який став солдатом армії Месарте. Клім з групою іольфів робить ще одну спробу звільнення Лелії, проте на її очах багатьох з них вбивають. Лелія народжує дочку Медмель, яка, втім, не має характерних рис іольфів і ймовірно не володіє довголіттям. Ізольованій Лелії, що не виправдала очікувань влади, не дозволяють бачитися з дитиною. Еріал стає солдатом в армії Месарте та одружується з Дітою, подругою дитинства, яка згодом вагітніє.
Клім забирає Макію в королівство Баріела і звертається за допомогою до володарів іноземних держав, які вирішують виступити проти ослабленого королівства Месарте. Об'єднані війська коаліції нападають на Месарте і беруть в облогу її столицю. Еріал та Ланг долучаються до захисників міста. Тим часом Клім з Макією вирушають до палацу і по дорозі розділяються. Макія зустрічає вагітну Діту і приймає пологи. Клім зустрічає у палаці Лелію і вмовляє її тікати з ним, проте вона відмовляється йти без доньки. Після цього Клім намагається підпалити палац, щоб померти разом з Лелією, проте останню рятує солдат, який смертельно ранить Кліма і той помирає. Лелія зустрічає дочку, після чого прощається з нею назавжди та летить геть разом з Макією на останньому ренаті. Після того, як королівство Месарте програє битву, Еріел повертається додому до дружини та дочки. Через багато років потому Макія відвідує на смертному ложі старого Еріала, після чого вирушає в шлях разом із торговцем Баро.

## Дійові особи
Макія (яп. マキア, Макіа, англ. Maquia)
Сейю: Манака Івамі
Головна героїня, представниця народу іольфів.
Еріал (яп. エリアル, Еріару, англ. Ariel)
Сейю: Мію Іріно (дорослий), Сейю: Юкі Сакурай (у дитинстві)
Названий син Макії.
Лелія (яп. レイリア, Реіріа, англ. Leilia)
Сейю: Ай Каяно
Представниця народу іольфів, подруга Макії.
Клім (яп. クリム, Куріму, англ. Krim)
Сейю: Юкі Каджі
Представник народу іольфів, друг Макії та Лелії. Закоханий в останню.
Расіне (яп. ラシーヌ, Раші:ну, англ. Racine)
Сейю: Міюкі Савашіро
Старійшина громади іольфів. З'являється лише на початку історії, зникла після нападу на поселення. Пізніше Клім робить припущення, що Расіне вже мертва.
Ланг (яп. ラング, Ранґу, англ. Lang)
Сейю: Йошімаса Хосоя
Син Мідо і брат Деола. Згодом став солдатом армії Месарте. Був закоханим у Макію.
Мідо (яп. ミド, Мідо, англ. Mido)
Сейю: Ріна Сато
Селянка, яка прихистила Макію та Еріала. Матір Ланга та Деола.
Деол (яп. デオル, Деору, англ. Deol)
Син Мідо і брат Ланга.
Діта (яп. ディタ, Діта, англ. Dita)
Сейю: Йоко Хікаса
Подруга дитинства Еріала, згодом його дружина.
Медмель (яп. メドメル, Медомеру, англ. Medmel)
Сейю: Місакі Куно
Дочка Лелії та принца Хейзеля.
Ісоль (яп. イソル, Ісору, англ. Izor)
Сейю: Томокадзу Суґіта
Солдат армії Месарте. Керівник нападу на поселення іольфів на початку історії, згодом охоронець Лелії.
Баро (яп. バロウ, Баро:, англ. Barow)
Сейю: Хіроакі Хірата
Торговець, напівіольф, напівлюдина.
Король Месарте (яп. メザーテ王, Медза:те-о:, англ. King of Mezarte)
Сейю: Хіроші Івасакі
Принц Хейзель (яп. ヘイゼル王子, Хеідзеру о:джі, англ. Prince Hazel)
Сейю: Кейсуке Комото

## Історія створення
Анімаційний фільм створений студією P.A. Works. Режисеркою виступила Марі Окада, для якої фільм став першою режисерською роботою. Марі Окада також є сценаристкою роботи. Дизайн персонажів — Юріко Ішій, музичний супровід — Кавай Кенджі. Тривалість — 115 хвилин. Ендинг — пісня «Viātor» (яп. ウィアートル) у виконанні співачки rionos.

## Вихід
У кінотеатрах Японії фільм вийшов 24 лютого 2018 року. 26 жовтня 2018 року в Японії компанією Bandai Namco Arts фільм видано на Blu-ray-носіях. 16 січня 2019 року фільм демонструвався в японській телевізійні мережі WOWOW.

### За межами Японії

#### В Україні
Прем'єра фільму в Україні з українськомовним озвученням відбулась 14 червня 2018 року. Демонструвався в кінотеатрах Харкова, Одеси, Львова та Києва. Дистриб'ютор — Svoe Kino. Вікове обмеження — 12 років.

#### В інших країнах
4 березня 2018 року відбулася прем'єра фільму на Glasgow Film Festival. 7 червня 2018 року компанія Madman Entertainment випустила анімаційний фільм в Австралії та Новій Зеландії. 27 червня 2018 компанією Anime Limited аніме видане у Великій Британії та Ірландії. У Північній Америці фільм вийшов 20 липня 2018 року завдяки компанії Eleven Arts. 21 вересня 2018 року відбулася прем'єра фільму в США з дубляжем англійською мовою. 5 лютого 2019 року він вийшов англійською мовою на DVD та Blu-Ray.
Загалом за межами Японії ліцензії на показ аніме отримали компанії: Anime Limited (Велика Британія та Ірландія), Eleven Arts (США та Канада), Madman Entertainment (Австралія та Нова Зеландія), @Anime (Франція), Arcade Media (Іспанія), Selecta Visión (Іспанія), Proware Multimedia International Co., Ltd. (Республіка Китай). Крім того, фільм демонструвався в телевізійній мережі Movistar CineDoc&Roll (Іспанія).

## Саундтрек
Саундтрек аніме-серіалу виданий в Японії 24 березня 2018 року компанією Lantis на CD під назвою «Sayonara no Asa ni Yakusoku no Hana wo Kazarou Original Soundtrack» (яп. 『さよならの朝に約束の花をかざろう』オリジナルサウンドトラック).
Автор музики Кавай Кенджі. 
| #     | Назва                                                     | Тривалість |
| ----- | --------------------------------------------------------- | ---------- |
| 1.    | «Iorufu, Wakare no ichizoku» (イオルフ、別れの一族)       | 2:03       |
| 2.    | «Horobi no haoto» (滅びの羽音)                            | 4:52       |
| 3.    | «Wakare to no deai» (別れとの出会い)                      | 1:34       |
| 4.    | «Haha ni naru hibi» (母になる日々)                        | 4:33       |
| 5.    | «Wakare no jikkan» (別れの実感)                           | 5:04       |
| 6.    | «Yokisenu saikai» (予期せぬ再会)                          | 1:34       |
| 7.    | «Shukuga parade ni hisomu» (祝賀パレードに潜む)           | 1:46       |
| 8.    | «Hibi no genjitsu» (日々の現実)                           | 2:15       |
| 9.    | «Rodosha no utage» (労働者の宴)                           | 1:35       |
| 10.   | «Horobi e to mukau kodoku» (滅びへと向かう孤独)           | 2:57       |
| 11.   | «Aijo no kosaku» (愛情の交錯)                             | 2:32       |
| 12.   | «Betsuri» (別離)                                          | 2:28       |
| 13.   | «Fukushu to kyoki» (復讐と狂気)                           | 1:25       |
| 14.   | «Horobi e no josho» (滅びへの序章)                        | 1:46       |
| 15.   | «Wakare no ichizoku to sono kyoki» (別れの一族とその狂気) | 1:29       |
| 16.   | «Inochi to inochi» (生命と生命)                           | 3:38       |
| 17.   | «Haha to ko» (母と子)                                     | 5:26       |
| 18.   | «Ozora ni tobi tatsu» (大空に飛び立つ)                    | 3:29       |
| 19.   | «Kansha to kakugo» (感謝と覚悟)                           | 2:19       |
| 20.   | «Yakusoku no hana» (約束の花)                             | 3:13       |
| 21.   | «Viator» (ウィアートル)                                   | 4:46       |
| 62 хв |                                                           |            |

## Манґа
Манґа Sayonara no Asa ni Yakusoku no Hana o Kazarō (яп. さよならの朝に約束の花をかざろう) за мотивами фільму створена манґакою Міто Сато і виходила онлайн на вебплатформі Cycomi з 22 квітня 2018 року. Манґа видана в трьох томах видавництвом Kodansha у 2018—2019 роках.

## Сприйняття

### Касові збори
У перший тиждень виходу в Японії фільм зібрав 444 800 доларів США. Станом на березень 2019 року світові збори фільму становлять 4,3 млн доларів США, зокрема 1,2 млн доларів США було зібрано в Японії та 2,5 млн доларів США — у Китаї. У США та Канаді станом на вересень 2018 року фільм зібрав 185 699 доларів США.

### Критика
Рейтинг «свіжості» анімаційного фільму на вебсайті-агрегаторі відгуків Rotten Tomatoes становить 100 % (на основі 26 рецензій). На вебсайті Metacritic на основі 8 оглядів фільм має оцінку 72/100. Японський режисер Макото Шінкай після виходу анімаційного фільму написав на своїй сторінці у соціальній мережі Твіттер: «Як сценаристка Марі Окада привносить нове в аніме. Як режисерка вона змогла досягти такого рівня якості, якому я можу тільки позаздрити». Фільм отримав позитивні відгуки українських критиків.
Фільм проходить тест Бекдел.

### Нагороди
| Рік  | Нагорода                                      | Категорія                   | Номінант                                  | Результат |
| ---- | --------------------------------------------- | --------------------------- | ----------------------------------------- | --------- |
| 2018 | Шанхайський міжнародний кінофестиваль         | Найкращий анімаційний фільм | «Прикрась прощальний ранок квітами надії» | Перемога  |
| 2018 | Кінофестиваль у Сіджасі                       | Fantastic Discovery award   | «Прикрась прощальний ранок квітами надії» | Перемога  |
| 2018 | Bucheon International Fantastic Film Festival | BIFAN Children's Jury Award | «Прикрась прощальний ранок квітами надії» | Перемога  |
| 2018 | Asia Pacific Screen Awards                    | Найкращий анімаційний фільм | «Прикрась прощальний ранок квітами надії» | Номінація |